# Кримински мост
Криминският мост (на гръцки: Γεφύρι του Κριμηνίου) е каменен мост в Егейска Македония, Гърция. Мостът е разположен на река Праморица, на пътя, свързващ селата Кримини (Кримин) с Цотили (Цотил) в дем Горуша (Войо).
Мостът е каменна, петсводеста конструкция и датира от 1802 година. Ктитори на моста са поп Стерьос от Кримин и попадията му. Мостът е приписван на известния строител Калфа Вранга, но сведенията са несигурни, тъй като на него са приписвани изключително много обекти.
На 3 септември 1947 година две от арките са взривени, мостът е разширен, като е покрит с бетонни плочи, широки 3,70 m, асфалтиран е и се използва от автомобили.